# اتپ
اتپ گروه موسیقی هوی متال امریکایی می‌باشد که در سال ۲۰۰۰ تشکیل شد. این گروه تا به این لحظه شش آلبوم استودیویی و یک EP منتشر کرده است.

## آلبوم‌ها
- Sevas Tra
- House of Secrets
- The Ascension
- Smash the Control Machine
- Atavist
- KULT 45

## اعضا
- اتپ شامایا : ترانه سرا
- آندره بارنز : بیس
- آری میحالوپوس : گیتار
- جاستین کی ار: درامر

## لینکها مرتبط
- otepsaves.me
- www.myspace.com/otep
- www.imnotamonster.com